# 귀도 카리요
귀도 마르셀로 카리요(영어: Guido Marcelo Carrillo, 1991년 5월 25일 ~ )는 아르헨티나의 축구 선수로, 현재 아르헨티나 프리메라 디비시온 에스투디안테스 데 라플라타에서 뛰고 있다.